# Who You Fighting For?
Who You Fighting For? è il quindicesimo album in studio del gruppo musicale britannico UB40, pubblicato nel 2005.

## Tracce
1. Who You Fighting For – 3:30
2. After Tonight – 3:42
3. Bling Bling – 3:21
4. Plenty More – 3:55
5. War Poem – 3:48
6. Sins of the Fathers – 4:28
7. Good Situation – 4:02
8. Gotta Tell Someone – 4:22
9. Reasons – 3:53
10. One Woman Man – 3:21
11. I'll Be on My Way – 2:12
12. Kiss and Say Goodbye – 3:12
13. Things You Say You Love – 3:24